# Carrer del Sotstinent Navarro
El carrer del Sotstinent Navarro és una via urbana de Barcelona que discorre entre els de Jaume I i Àngel Baixeras, paral·lelament a la muralla romana, amb set torres i els corresponents llenços que les uneixen. Deu el seu nom a Josep Navarro Terol, heroi de la guerra del Francès, que morí afusellat el 1809.

## Història
Aquest carrer substitueix el de Basea (desaparegut en aquest tram per l'obertura de la Via Laietana), anomenat així per uns terrenys on antigament se celebraven lluites amb bassetges, el nom que rebien a l'època les fones per a tirar pedres.
També es veu, entre la segona i la tercera torre, la muralla romana coronada per un mur amb un balcó del segle xvi. A la tercera torre hi fou oberta una porta, que encara que va ésser tapiada més tard, conserva part de la seua estructura superior amb obertures semicirculars. Durant el segle xii fou prolongada amb el cos alt de finestres biforades.
La quarta torre està separada de la tercera per unes construccions mig derruïdes les quals estan coronades per un arc diafragma d'un saló ja desaparegut. A través d'aquest arc es pot veure parcialment la bonica llotja gòtica del pati del Palau Requesens, o de la Comtessa de Palamós. A principis del segle xiii, quan es va bastir el palau, es va construir l'arcada entre les dues torres per sostenir la part que sobresortia de la muralla. Ens podem fixar en els dos grans finestrals romànics sota una única gran arcada, i també en les restes d'un finestral gòtic triforat del segle xiv. La construcció continua per sobre de la torre romana amb finestres biforades.
Les torres quarta i cinquena estan unides per una altra arcada, sobre uns arcs de diafragma, per tal de poder suportar uns edificis que s'hi van construir durant el segle xiii. Més enllà de la cinquena torre, el mur queda trencat per la baixada del Caçador. La setena torre (de gairebé 18 metres d'alçada i que no fou descoberta fins a l'any 1968) encara es conserva en tota la seua alçada. El 2012 es van enderrocar les cases núms. 14-16 per a posar al descobert un altre tram de la muralla romana.

## El barceloní més antic

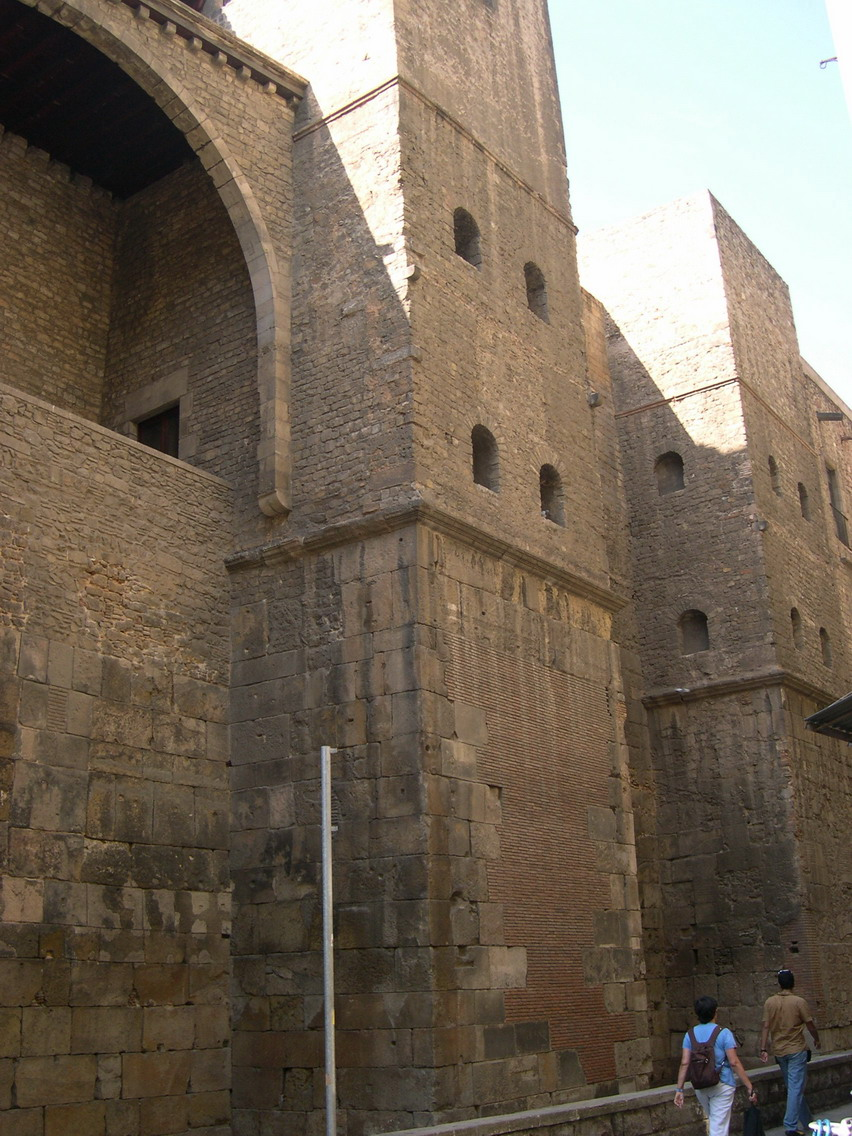
Torres de la muralla romana a la façana posterior del Palau Requesens

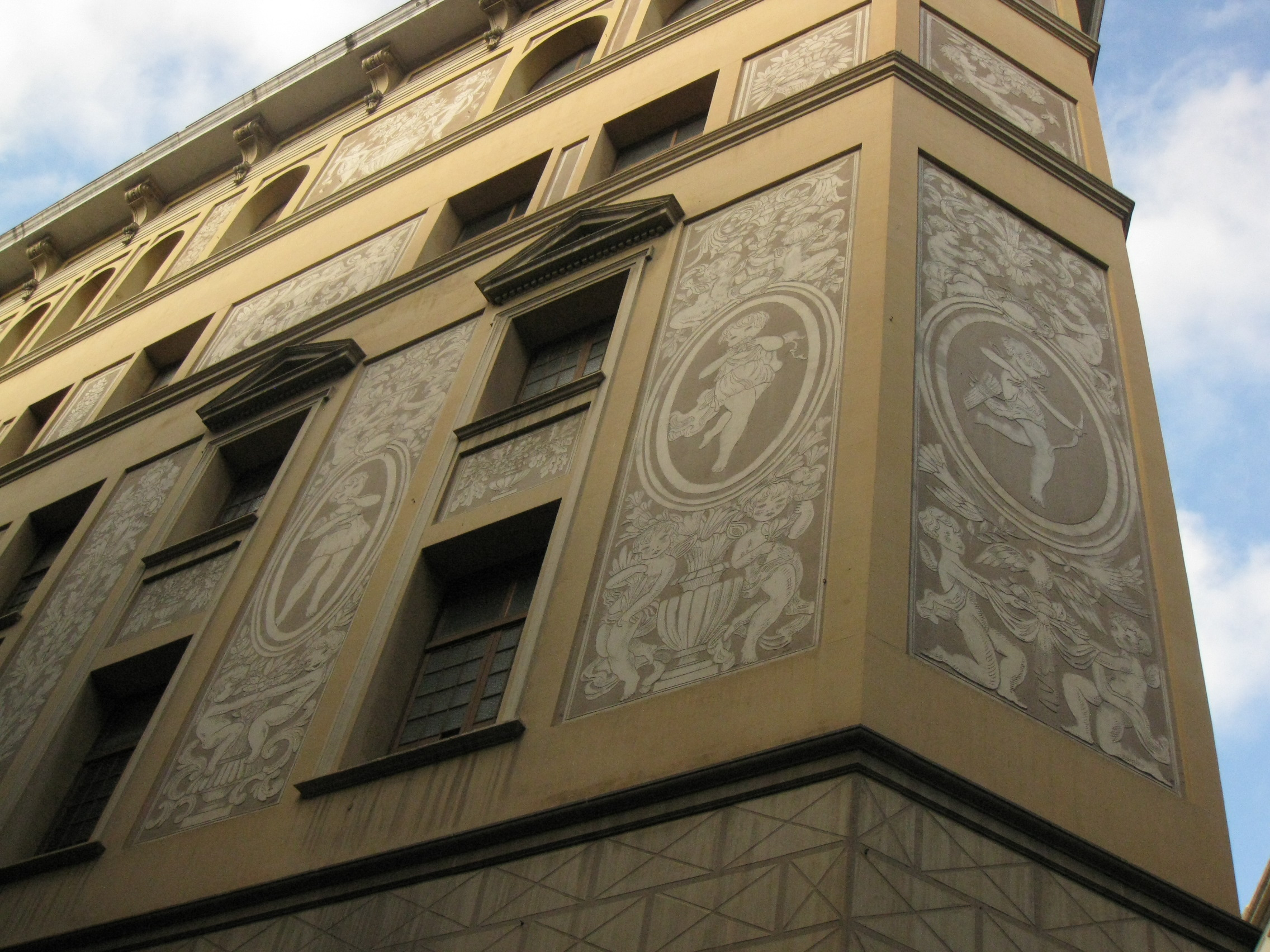
Edifici escolar del 1918-1922, amb façanes a la Via Laietana i als carrers de Salvador Aulet i de Sotstinent Navarro

Hom diu que possiblement molt a prop d'aquest indret (dintre de la colònia romana Colonia Iulia Augusta Faventia Paterna Barcino, a l'altra banda de les muralles) hi va néixer fa uns dos milers d'anys el barceloní més antic del qual es té notícia. En Lucius Minicius Natalis Quadronius Verus, així s'anomenava, va néixer l'any [97. Tot i així, no deu ser el barceloní més antic, ja que la colònia es va fundar a finals del segle i aC. El seu pare, que era amic de l'emperador Trajà, va tindre importants càrrecs a Numídia, Dàcia i Pannònia fins que va arribar a senador i procònsol d'Àfrica. Com era costum a l'època, el noi va seguir el passos del seu pare com a militar i polític.
Hi ha constància escrita que l'any 126, ell i el seu pare van fer donació d'uns terrenys a Bàrcino per a la construcció d'uns banys, les restes dels quals s'han trobat sota la plaça de Sant Miquel. També se sap que l'any 129 va participar en les olimpíades a la ciutat grega d'Olímpia, on guanyà la cursa de quadrigues, encara que no com a auriga sinó com a propietari de la quadriga i els cavalls. Les notícies del nostre heroi es perden a la Cartagenensis, la província romana que actualment és Tunísia i Líbia, on possiblement morí en alguna de les batalles que devia lliurar.